# بحيرة ماديوالا
بحيرة ماديوالا هي واحدة من أكبر البحيرات في بنغالور، الهند موزعة على مساحة 114.3 هكتار. وهو يقع في تصميم بي تي أم في 12 ° 54 '28' شمال، 77 ° 37 '0 "الشرق في مدينة بنغالور. وهو موطن لكثير من الطيور المهاجرة. وتقع البحيرة تحت إدارة إدارة الغابات ولاية كارناتاكا التي تنفذ الصيانة الروتينية لهذه البحيرة. وهناك أيضا حديقة للأطفال.

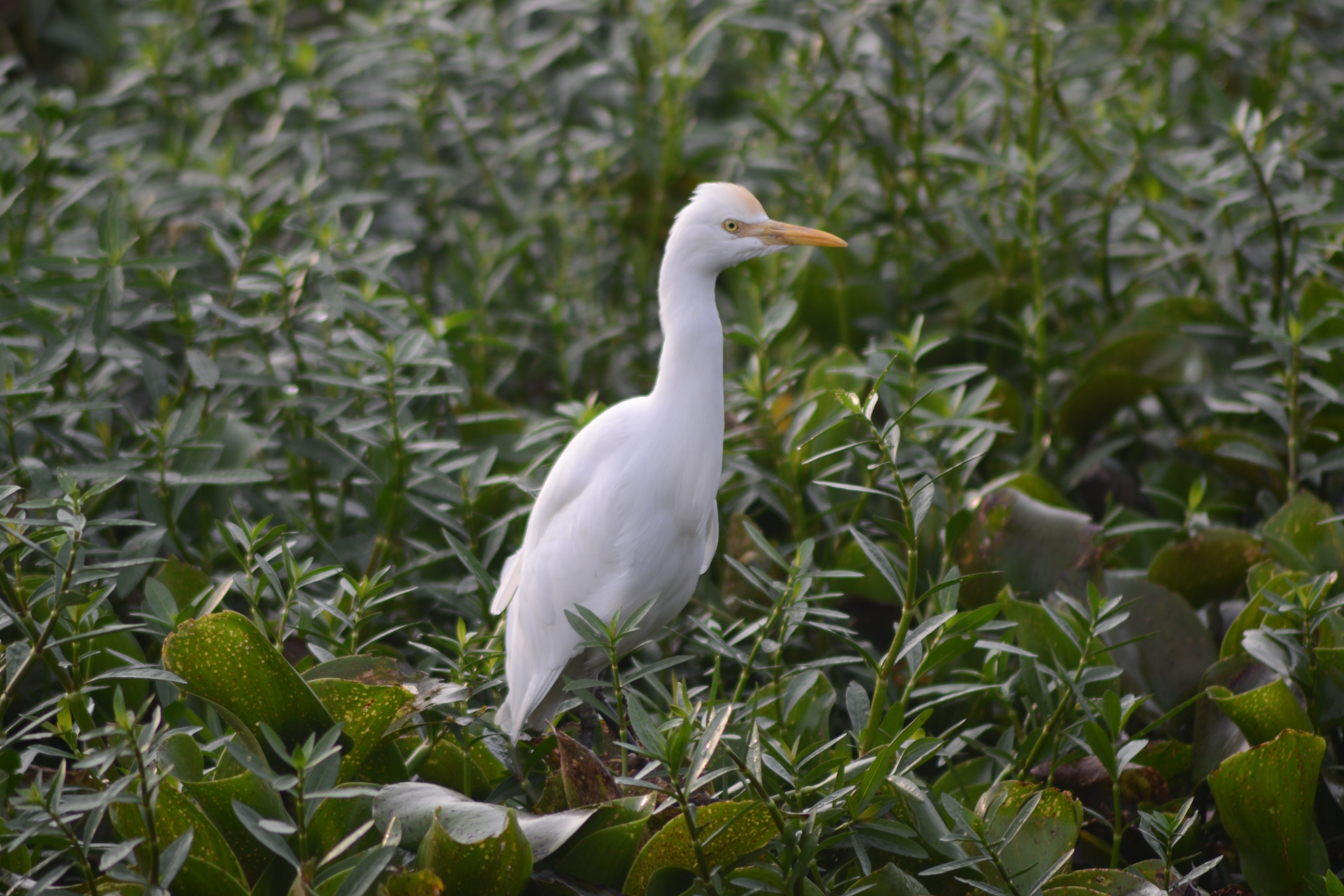
الطیور فی بحیرە مادیولا

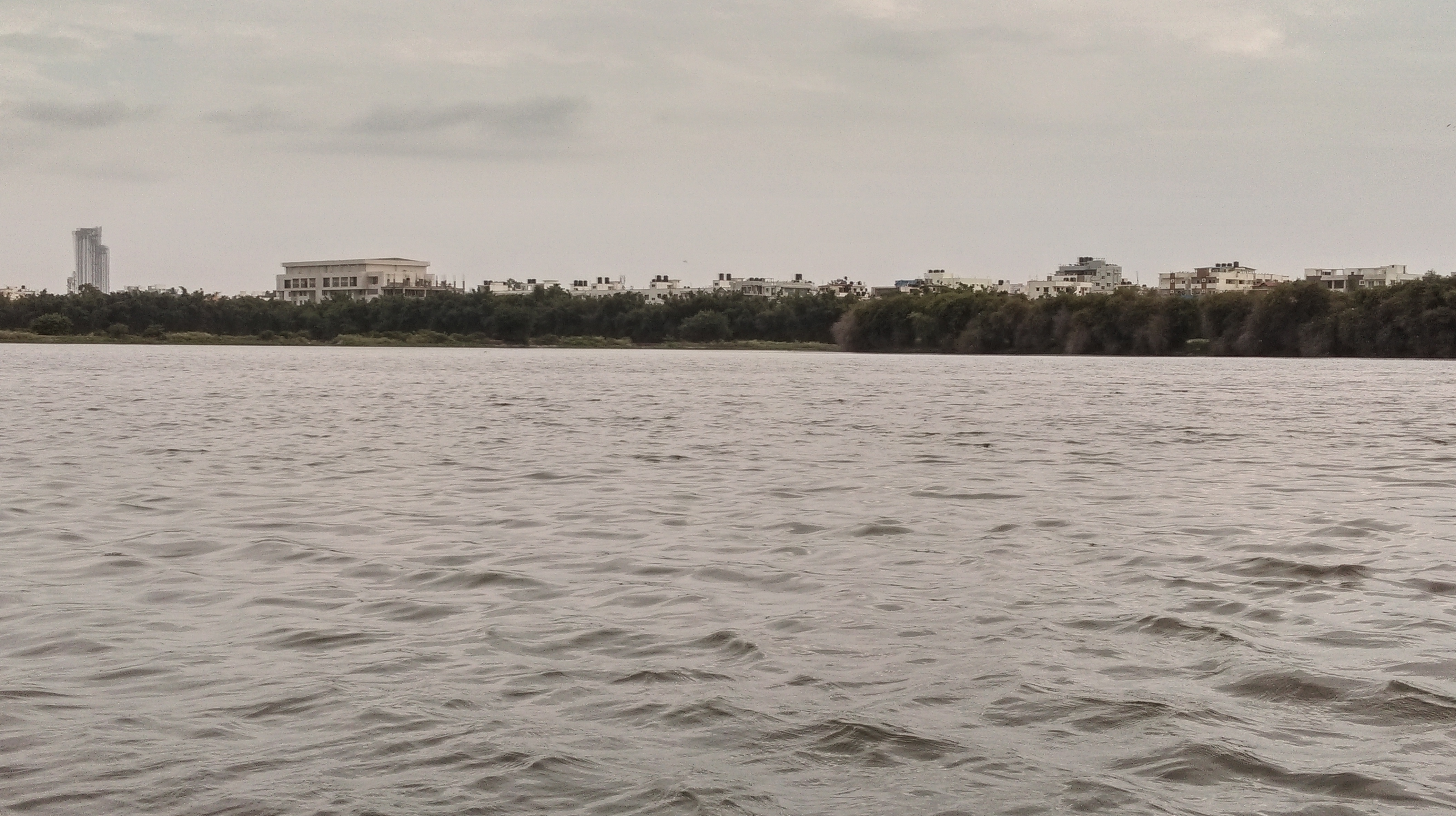

ترى بحيرة ماديوالا عددا هائلا من هجرة البجع التي يتم تحريرها في فصل الشتاء (تشرين الثاني / نوفمبر - كانون الأول / ديسمبر). تعيش هذه البجع ذو المنقار في مجموعات. الغذاء الرئيسي هو الأسماك. البجع تأخذ رحلة صغيرة عبر البحيرة لصيد الأسماك. ويمكن أيضا رؤية هذه الطيور المهاجرة في سري لانكا. أنها توفر مشهدا كبيرا أثناء الهبوط. عادة يمتد جناحهم لحوالي 8.5 قدما. كما يمكن رؤية البلشون الأبيض جنبا إلى جنب مع هذه الطيورز.